# Abyssocapitella commensalis
Abyssocapitella commensalis is een borstelworm uit de familie Capitellidae.
De wetenschappelijke naam van de soort werd in 2000 gepubliceerd door Buzhinskaja & Smirnov.